# روسکی ساسکول
روسکی ساسکول (انگلیسی: Russky Saskul) یک شهرک در شهرستان گافوریسکی استان باشقیرستان کشور روسیه است.